# Radijski observatorij Hat Creek
Radijski observatorij Hat Creek (izvirno angleško Hat Creek Radio Observatory; kratica HCRO) je astronomski radijski observatorij, ki je v lasti in uporabi Radijskega astronomskega laboratorija, ki je del Oddelka za astronomijo Univerze Kalifornije v Berkeleyju (University of California, Berkeley).
Nahaja se približno 466 kilometrov severozahodno od San Francisca na višini 1280 m.